# 确认死亡
《确认死亡》（英語：Confirmed Dead）美国电视剧《迷失》第4季的第2集，也是全剧的第74集，于2008年2月7日通过美国广播公司在美国首播，还通过CTV电视网在加拿大首播。
从本集开始，节目中将新增两位主要角色，分别是肯·梁扮演的麦尔斯·斯特劳姆和丽贝卡·马德尔饰演的夏洛特·路易斯，杰夫·法赫诠释的次要角色法兰克·莱帕达斯也是在本集中首次亮相。为了防止剧透或泄密，众演员试镜的场景都不是片中的真实镜头。马德尔和法赫同编剧起初设想的夏洛特和法兰克都有一定差异，但众编剧选择修改角色设定来让他们相符，麦尔斯一角同样为肯·梁做了调整。本集由执行制作人德鲁·高达和制作人布莱恩··沃恩编剧，另一名执行制作人斯蒂芬·威廉姆斯执导。
这集的剧情从2004年12月21日开始，距海洋航空815号航班坠毁已经过了91天，节目中的闪回镜头显示近海某货轮上有4人来到岛上。本集的主要内容是约翰·洛克带领一组人前往兵营，他也开始明白本杰明·莱纳斯（迈克尔·爱默生饰）为什么会那么害怕那些刚刚来到岛上的人。《确认死亡》一共吸引了约1700万美国观众收看，并获得评论界的普遍好评，多位剧评人都称赞节目中新增人物的表现。

## 剧情
本集共有5段闪回镜头，分别讲述货轮上的船员同海洋航空815航班幸存者取得联系后的反应和行动。
- 丹尼尔·法拉第（杰瑞米·戴维斯饰）看到确认海洋航空815航班乘客全部遇难的新闻时哭了起来。旁边的人问他为何哭泣，他回答说自己也不知道。
- 麦尔斯·斯特劳姆（肯·梁）是个灵媒，一位老妇人请他出手驱逐她孙女儿家中的鬼魂。麦尔斯与鬼魂交谈后发现一些藏匿的现金和毒品。
- 夏洛特·路易斯（丽贝卡·马德尔饰）是人类学家，她在突尼斯的沙漠里找到一具北极熊骨架，上面还套有达摩计划的项圈。
- 法兰克·莱帕达斯（杰夫·法赫饰）是815航班原计划的飞行员，现在则是个酒鬼。他在看到乘客全部遇难的新闻时拨打海洋航空热线电话，声称电视上飞机残骸的镜头是伪造的。
- 纳奥米·杜丽（玛莎·托马森饰）向雇主马修·亚巴顿（兰斯·雷迪克饰）表示不满，觉得对方为自己挑选的同事很不理想。[4]

由于直升机出现故障，丹尼尔用降落伞落到岛上，然后用纳奥米的卫星电话同船上的乔治·明可夫斯基取得联系。次日清晨（2004年12月22日），815航班的幸存者杰克·谢泼德（马修·福克斯饰）和凯特·奥斯顿（伊万杰琳·莉莉饰）开始帮丹尼尔寻找同僚，另一边由约翰·洛克（特瑞·欧奎恩饰）带领的一组人也在找那些人。杰克和凯特找到麦尔斯，后者要求一定要看到纳奥米的尸体，并且坚持认为她肯定是被洛克所杀。洛克一行找到夏洛特并将之俘虏，还毁掉了她带的追踪装置。直升机驾驶员弗兰克向天上发射照明弹，杰克等人据此找到他。弗兰克表示，直升机安全降落，没有受到破坏。麦尔斯发现茱莉叶·柏克（伊丽莎白·米切尔饰）正是“其他人”之一，于是要求知道本（迈克尔·爱默生饰）的下落，称找到他才是货轮船员的主要目标。
洛克透露自己是遵照沃特·劳伊德（马尔科姆·大卫·凯利）的指示带领众人前去兵营，但沃特早在1个多月前就离开了这座岛，所以有多人对洛克的做法不满，而且质疑洛克为什么不杀掉本。洛克用枪指住本，本则开始透露货轮上船员的信息，特别是夏洛特的身份，原来本在船上还派有间谍。

## 制作

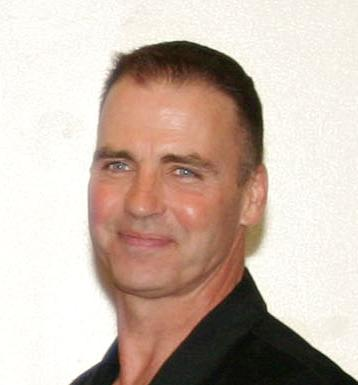
杰夫·法赫（摄于2004年）从本集开始加盟《迷失》

为了防止剧透及其它方面泄密，《迷失》的执行制作人、编剧兼节目统筹戴蒙·林道夫和卡尔顿·库斯（Carlton Cuse）用“货轮佬”来指代丹尼尔、夏洛特、麦尔斯和弗兰克，并且在为这些角色挑选演员时还临时使用假的人名、职业和镜头内容。肯·梁曾于2007年4月在电视剧《黑道家族》中客串出镜，林道夫和库斯看到他的演出后特意为之创作了麦尔斯一角，不过起初的新闻报道中称，梁扮演的角色名叫“罗素”（Russell），是个“天才数学家”。林道夫等人觉得为梁的角色起个听起来很像“涡流”（Maelstrom）的名字会很“酷”，所以将角色的姓名定为“麦尔斯·斯特劳姆”（Miles Straume）。林道夫和库斯还称，如果梁没有接演，那么他们就会取消这个角色，另行创作一个截然不同的新人物。梁起初和剧组签下常见客串演员的合同，他曾在接受采访时表示：“麦尔斯不擅社交，这太棒了，因为我也是。”。服装设计师罗兰·桑切斯（Roland Sanchez）非常喜欢基思·理查兹身穿一件无袖背心的形象，所以想把其中一个“货轮佬”按理查兹的形象设计。桑切斯觉得麦尔斯的个人形象应该比较憔悴，他还买了件阿玛尼外套，剪掉衣袖，再加上帽子，梁就是以这身装扮在剧中亮相。执行制作人兼编剧爱德华·基齐斯（Edward Kitsis）曾连续多年提议把某个角色起名叫“拉皮德斯”（Lapidus），这个愿望到第3季第14集《报告》（Exposé）中才实现，剧中有个没有露面的人物名叫里克·拉皮德斯（Rick Lapidus）。但是，基齐斯对此并不满意，直升机驾驶员弗兰克·拉皮德斯（Frank Lapidus）由此诞生。据几位节目统筹表示，常见客串演员杰夫·法赫是该角色的第一人选，也是唯一人选；他们还表示，法赫的眼神很“强烈”，他在感性方面非常适合这个角色。法赫这时留了很长的胡子，但原本设想中的弗兰克是没有胡子的，为此林德曼和库斯决定让法赫保留胡须。两位制作人还表示，弗兰克“觉得什么事情背后都可能有阴谋，从来不相信有任何事情就真的是像一眼看去的那个样子，估计他应该每集《X档案》都看过，为此他将受益匪浅。”
丽贝卡·马德尔的试镜片段是一段闪回镜头，但并不是节目中的剧情，所以没有采用，对此她深感失望。角色的姓名夏洛特·路易斯在本集播出数月前就遭剧透泄露。根据原本的设想，夏洛特是美国人，但编剧们觉得马德尔模仿的美国口音效果不及她自然的英国口音，夏洛特因此变成英国人，库斯还称马德尔就像“年轻版的妮可·基德曼”。挑选演员期间，剧组声称夏洛特是位“成功的学者”。选角期间还一度出现谣传，称剧组主动联系克里斯汀·贝尔出演夏洛特，实际上贝尔只是和制作人就参加演出有过交流，但剧组并没有主要邀请她出演任何角色。马德尔此前还从未看过《迷失》，但她却决心要让林道夫和库斯都对自己的试镜感到满意，否则就不会走出试镜室。随后马德尔就开始观看《迷失》的前3季，看到第1季第4集《丛林流浪》时得知自己入选成为夏洛特的扮演者。马德尔同剧组签订常见客串演员的合同，并在接下来2到3周里继续观看前3季的其它剧集，看完第3季季终集《透过窥镜》数小时后就开始参加《确认死亡》的演出，拍摄夏洛特遇到洛克等人的一组镜头。除了告诉马德尔，夏洛特“一定程度上就像女性版的印第安纳·琼斯”外，编剧和制作人都没有向她透露角色的细节。对于马德尔来说，出演一个既不知背景，又不明动机的人物是件极具挑战，但又非常有趣的事。夏洛特的全名叫夏洛特·斯台普斯·路易斯（Charlotte Staples Lewis），这个名字是在向以《纳尼亚传奇》和多部基督教相关著作闻名的作家克利夫·斯特普尔斯·路易斯致敬。路易斯是马德尔童年时最喜欢的作家之一，她觉得自己出演的角色能以这位作家命名是件既“邪恶”又“很酷”的事。马德尔还对角色在化妆和头发上需要的工作量很少感到高兴，称自己就是想要粗犷一些，“我想拿着枪在泥里打滚”。对于参与《迷失》的拍摄工作，马德尔声称自己“一辈子都没这么开心过”。根据本集剧情，夏洛特生于1979年7月2日。但第5季第8集《拉弗勒》（LaFleur）的剧情又表明夏洛特1974年时已经是个小女孩，两者相互矛盾，出现时间连续性错误。林道夫和库斯对此在播客中表示，《确认死亡》的剧本中原本将夏洛特的生日定在1970年，但马德尔不希望观众觉得她的实际年龄要比看起来老很多，所以要求做出更改。不过，马德尔之后在博客中表示，提议做出此项更改的是剧本协调员格雷格·内森斯（Gregg Nations）。库斯和林道夫此后也改口称马德尔的说法是正确的。
本集大部分镜头都是在2007年9月11至23日间拍摄，并与下一集的拍摄工作重叠。剧集主要是在夏威夷州欧胡岛取景，其中突尼斯沙漠的镜头是在采石场拍摄，用工业风扇刮起假的沙子。每集《迷失》剧集通常会有约50个视觉效果镜头，这其中有些完全由特效制作，有些是由特效和真实拍摄相结合。这集开头的815航班水下残骸，以及从丹尼尔的视角拍摄他从直升机上跳伞着陆的镜头均属视觉特效。弗兰克的闪回戏段中有他抛出一架玩具飞机，飞机盘旋着飞入小鱼缸的镜头。剧组起初并没打算在这段镜头里采用特技，但据特效总监米奇·萨斯金（Mitch Suskin）表示，根本没有别的办法能让玩具飞机真的就这样飞进鱼缸里去。摄制组先准备水缸，在底部放一些石块，装满水进行拍摄，再在后期剪辑时把飞机加进去。萨斯金表示，《确认死亡》的特效制作相对而言比较“清闲”，因为后期制作开始后，节目还要过4个多月才会播出，所以时间非常充裕。
2007年秋，《迷失》的一众编剧向美国广播公司高层提出构想，其主要内容为“克里斯蒂安一世号”（Christiane I）打捞船在爪哇海沟寻找“黑岩”和类似815航班残骸的其它多种物品。美国广播公司为此花费300万美元，聘请澳大利亚某公司设计病毒营销另类实境游戏《寻找815航班》（Find 815）。游戏设计完成后，美国广播公司首先通过旗下的网站发布新闻稿，宣布海洋航空公司“重新开始营业”，《寻找815航班》随即在2007年12月28日上线，一直运营到2008年1月31日。这款游戏围绕海洋航空技师山姆·托马斯（Sam Thomas）展开，他的女友就在815航班上。托马斯收到“麦克斯韦集团”（The Maxwell Group，《迷失》中威德摩尔实业的分支，但没有在电视剧中提及）发来的神秘电邮，然后成为“克里斯蒂安一世号”打捞船的一员，最终发现815航班残骸。《寻找815航班》是同电视剧分开制作，没有节目编剧的参与，所以游戏中的内容和电视剧存在相互矛盾的地方。《确认死亡》中找到815航班残骸的男子名叫“罗恩”（Ron），但游戏中没有这个人，同时电视剧中也没有提及托马斯。林道夫和库斯表示，游戏中并不包括电视剧虛構世界的实际框架信息，很大程度上不过是给剧迷在两季间隙期送去一点消遣。

## 反响
《确认死亡》于2008年1月31日通过美国广播公司在美国首播，收看首播或是先行预录，并在播出后6小时内观看的美国观众人数共有1529万，在该周电视节目中排名第7。如果加上首播7天后观看预录的人数，则观众数会升至1696万。尼尔森收视率调查结果显示，本集在18至49岁年龄段观众群中取得的收视率为6.5/16，这意味着全美所有该年龄段人群里有6.5%观看节目首播，而当时有看电视的该年龄段观众群中则有16%选择收看《确认死亡》。节目通过CTV电视网在加拿大首播期间吸引了170.2万观众，在该周排名第6。英国则有120万人收看这集，比本季开局《结局的开始》的成绩还要好。本集在澳大利亚首播时只有85.3万观众收看，在该周所有电视节目里排第71位。
2008年1月28日，美国多位评论家拿到《结局的开始》和《确认死亡》的，还有附言请他们不要在评论中透露节目的主要剧情。《洛杉矶时报》的玛丽·麦克纳马拉（Mary McNamara）、《纽约邮报》的亚当·巴克曼（Adam Buckman）、《芝加哥论坛报》的莫琳·瑞恩（Maureen Ryan）、《新闻日报》（Newsday）的黛安·韦茨（Diane Werts），以及《旧金山纪事报》的蒂姆·古德曼（Tim Goodman）都给予《确认死亡》正面评价。据网站的奥斯卡·达尔（Oscar Dahl）表示，这集“几乎赢得《迷失》剧迷的普遍喜爱”，同时网站的乔恩·拉索尼斯（Jon Lachonis）也称，剧中的几个新角色同样深受剧迷欢迎。
艾伦·塞平沃尔（Alan Sepinwall）在《明星纪事报》（The Star-Ledger）撰文称，《确认死亡》的开局表现一般，虽然剧情依然充实，4个新常见角色的背景、甚至来到岛上的真正原因都通过闪回镜头向观众交待清楚，但是节目并不能让人产生像《结局的开始》那样的情感共鸣。不过他也承认，不可能每一集都能面面俱到。《时代》周刊的詹姆斯·波尼沃兹克（James Poniewozik）表示，本集剧情发展的效率和精准令人惊叹，从货轮到达岛上的4人出场时间都很短，并且每人都只有一段闪回镜头，但到节目结束时，观众却已经对这些人有了真正的了解。《娱乐周刊》的杰夫·詹森（Jeff Jensen）认为，《确认死亡》“拥有令人着迷的新角色，带来让人叹为观止的众多可能和激动人心的新理论素材”，但他也指出，有部分评论认为这集还是存在缺陷，剧中丹尼尔只是从电视上看到815航班的残骸，所以这有可能是伪造的；弗兰克何以能令直升机安全降落的谜题未解，纳奥米一角已经死亡，但却出现她的闪回镜头，这有违《迷失》的惯例，此外，本对洛克的操纵情节在这集已经显得有些过火。频道的克里斯汀·多斯·桑托斯（Kristin Dos Santos）称自己看到爪哇海沟中815航班的残骸镜头时惊呼“我的妈呀！”她还觉得剧中茱莉叶和凯特取笑杰克的情节非常搞笑，并且很高兴能够再度看到飞行员。妮琪·斯塔福德（Nikki Stafford）在《向导》（Wizard）杂志发文，称赞丹尼尔用降落伞着陆桥段的镜头处理，“你可以感觉到他在空中自由落体期间的慌乱，时而看看头上的降落伞，时而又看着脚下自己马上会撞到的树……这真是棒极了”。网站的里斯·卡拉博特（Chris Carabott）给予本集的评分为8（最高10分），他在评论中写道：“无论从任何方面来说，这集都不会让人失望，但由于其中需要介绍4个新角色，其它方面肯定会有所欠缺。”他还称赞几位新角色的演出，称“梁充分表现出麦尔斯信心十足之下的那种傲慢，戴维斯也完美呈现了法拉第的尴尬举止。法赫在诠释莱帕达斯方面表现优异，甚至在一定程度上掩盖了常见角色的光芒。”美国在线电视小队的艾琳·马特尔（Erin Martell）表示，“观看《确认死亡》就像在看我所梦想的《迷失》剧集，人们终于会直截了当地提出问题了……不过这集讲的全都是那些船员”。节目在电视上首播次日，网站的达尔声称观众“经历了一段史诗般的旅程，其娱乐性和引人入胜的程度与以往任何电视剧相比也不逞多让”。但《电视指南》的迈克尔·奥西亚罗（Michael Ausiello）显然不这么认为，称节目中虽然有不少出色的方面，但总体而言负面部分还是比较多。他对克莱尔·李特顿（艾蜜莉·迪瑞文饰）得知查理·佩斯（多米尼克·莫纳汉饰）溺毙后表现得并不伤心感到不满，还觉得杰克花了太长时间才发现货轮船员的主要目标。数码间谍网站的本·劳森-琼斯（Ben Rawson-Jones）给予《确认死亡》的评级为3星（最高5星），认为节目“马马虎虎”，但“节目中提供的新启示还是相当惊人的”，让观众可以一时不再为之前剧情中太多的谜团伤透脑筋。